# The Flamingos
The Flamingos são uma banda de doo-wop, integrantes do Rock and Roll Hall of Fame, originária de Chicago, muito popular a partir de meados dos anos 1950 e melhor conhecida pela sua versão cover de 1959 de "I Only Have Eyes for You". A revista Billboard escreveu: "Universalmente saudados como um dos melhores e mais influentes grupos vocais na história da música pop, os Flamingos definiram o doo-wop no seu modo mais elegante e sofisticado."

## Quinteto
Jacob Carey (Jake) e Ezekial Carey (Zeke), baixo e segundo tenor, respectivamente, formaram o grupo em Chicago, Illinois, após um encontro com os primos Paul Wilson barítono e o primeiro tenor John E. "Johnny" Carter na congregação Church of God and Saints of Christ. Earl Lewis (não o líder do The Channels) logo se juntou ao grupo e após uma série de mudanças de nomes (The Swallows, El Flamingos, The Five Flamingos), seriam conhecidos como The Flamingos. Sollie McElroy logo substituiu Lewis (que se juntou ao The Five Echoes). O primeiro single do The Flamingos lançado pela Chance Records), "If I Can't Have You", teve um moderado sucesso local, assim como o single seguinte "That's My Desire", mas foi a composição de Johnny Carter, "Golden Teardrops", com suas complexas harmonias vocais e o falsete crescente de Carter que pavimentaram a reputação de ótima banda.
Os Flamingos deixaram a Chance Records algum tempo depois das gravações de dezembro de 1953 e assinaram com a gravadora do DJ Al Benson, a Parrot Records. Sollie McElroy estava na primeira sessão da Parrot mas deixou o grupo em dezembro de 1954, sendo substituído pelo tenor Nate Nelson (que estava na segunda sessão da Parrot; foi o vocal principal em "I'm Yours", lançado em janeiro de 1955). No começo de 1955, os Flamingos assinaram com a Chess Records, gravando por sua subsidiária, Checker Records. Na Chess/Checker, os Flamingos alcançaram seu primeiro sucesso nacional com "I'll Be Home", que foi número 5 na parada R&B da Billboard'. A cover de Pat Boone da canção, foi completada com a letra incorreta ("My mind's made up" no lugar de "My time's about up"), e foi um sucesso nas paradas pop. O grupo também obteve moderado sucesso com o selo com "A Kiss from Your Lips", "The Vow" e "Would I Be Crying". Os Flamingos também apareceram no filme de Alan Freed de 1956, Ritmo Alucinante. Ambos Zeke Carey e Carter foram selecionados naquele ano (Carter em setembro).
Nate Nelson, Jake Carey e Paul Wilson continuaram com grupo com um novo membro, Tommy Hunt (adicionado em outubro de 1956). Outro novo membro, tenor/vocal, guitarista e o arranjador, Terry "Buzzy" Johnson, se juntaram ao grupo no final de dezembro daquele ano. Este grupo (Nate Nelson, Tommy Hunt, Terry Johnson, Paul Wilson e Jake Carey) começou a gravar pela Decca Records em abril de 1957. Seu single mais notável foi "The Ladder of Love" com arranjo de Johnson, mas embaraços legais entre a Checker e Nate Nelson arruinaram qualquer chance de sucesso comercial. Zeke Carey retornou aos Flamingos em 1958, fazendo do grupo um sexteto. Quando Johnny Carter foi dispensado, ele se juntou ao The Dells, se apresentando com eles por quase 50 anos até sua morte em 2009.
Zeke e Jake Carey não tinham parentesco, mas eram considerados primos pois Zeke foi adotado pelos tios de Jake.

## End Records
Os Flamingos começaram a gravar pelo selo de George Goldner, a End Records em Nova Iorque, onde tiveram diversos sucessos nacionais. Quase imediatamente o grupo teve seu primeiro sucesso nas paradas pop com "Lovers Never Say Goodbye", escrita por Terry Johnson, que compartilhou vocais na canção com Paul Wilson. A fórmula funcionou e Terry e Paul também compartilharam outras três das 12 canções escolhidas para o primeiro álbum do grupo, Flamingo Serenade — "Love Walked In", "But Not for Me" e "Time Was". Os Flamingos teriam seu maior sucesso em vendas em 1959 com uma velha canção popular naquele LP e Nate Nelson foi o cantor principal. "I Only Have Eyes for You" (escrita em 1934 pelo compositor Harry Warren e o letrista Al Dubin para o filme Dames) se tornou o maior sucesso em vendas e foi apresentada em dezenas de filmes e programas de TV. Uma longa série de sucessos se seguiu, incluindo a canção escrita por Johnson, "Mio Amore", a composição de Doc Pomus, "Your Other Love", "Nobody Loves Me Like You" (escrita para o grupo por Sam Cooke) e "I Was Such a Fool". As faixas do LP "Love Walked In" e "Time Was" também foram lançadas como singles. Naquele mesmo ano, o grupo apareceu no filme de Alan Freed, Johnny Melody, cantando um versão frenética de "Jump Children" (originalmente gravada para a Chance Records ainda no começo da carreira). O grupo se tornou conhecido tanto por suas apresentações no palco e coreografia como por suas harmonias. Grupos como The Temptations e Tavares seriam posteriormente citadas como duas de suas maiores influências.

## Separação
O grupo começou a se desfazer na virada da década. Tommy Hunt deixou o grupo para seguir carreira solo em 1960. Nate Nelson e Terry Johnson saíram para formar o "Modern Flamingos" em 1961; gravaram como o The Starglows na Atco Records em 1963. (O nome The Modern Flamingos foi usado mais tarde; o grupo incluiria membros do extinto Del-Knights no final dos anos 1960). Novos membros foram trazidos, e ficando com a seguinte formação: Zeke Carey (tenor), Jake Carey (baixo), Paul Wilson (barítono), Billy Clarke (tenor), Eddie Williams (sax tenor), Alan Fontaine (guitarra), e Julien Vaught (saxofone). Johnny Carter também deixou o grupo em 1961 para se juntar ao The Dells.
Um sexto vocalista, Doug McClure, entrou para o grupo em 1962. Pouco depois, Clarke e Williams deixaram o grupo. O membro e fundador Paul Wilson abandonou o grupo em 1964, e um novo membro, Sidney Hall se juntou em 1966 e o filho de Jacob Carey, J.C. Carey se juntou a eles em 1969. Eles gravaram diversas baladas pelos anos 1960, atingindo o número 26 na parada UK Singles Chart com "The Boogaloo Party". Nesta época, os Flamingos formaram seu próprio selo, o Ronze, e produziram a maioria de suas gravações.
O grupo continuou gravando nos anos 1970. Um novo álbum foi lançado em 1972 pela Ronze, nomeado The Flamingos Today. Nesta época o grupo era formado pelos primos Carey, McClure, Fontaine e Billy Clarke, além do ex-Limelite, Clarence Bassett, Jr. Um novo membro, Frank "Mingo" Ayers se juntou ao grupo logo depois. Gravações mais bem sucedidas vieram nesta década, incluindo os uptempos "Heavy Hips" e "Buffalo Soldier".
Por volta de 1980 o grupo era Jake Carey, Zeke Carey, Frank Ayers e Jerome Wilson. Ayers deixou o grupo nesta época, se juntando ao Del-Vikings. Em 1984, dois novos membros se juntaram ao grupo: Bennie Cherry e Archie Satterfield. Em 1988, o grupo se apresentou no Grammy Awards.
No início da década de 1990, o grupo era formado pelos primos Carey, Satterfield, Ron Reace e Kenny Davis. Mais tarde, era os primos Carey, Reace e King Raymond Green. Jake Carey died in 1997. O grupo gravou um novo álbum, Unspoken Emotions, pelo selo Ronze em 1999. Apresentava regravações de "Ain't Nothing But A Party" e "I'll Be Home", com vocais de Zeke Carey. O grupo apareceu no especial para TV da PBS, Doo Wop 50 naquele mesmo ano. A formação era Zeke Carey, J.C. Carey, Ron Reace, King Raymond Green e Larry Jordan. Zeke Carey morreu em 24 de dezembro de 1999. King Raymond Green e Ron Reace saíram do grupo nesta época e foram substituídos por Earnest "Just Mike" Gilbert e o ex-Dynamic Superior George Spann. James Faison entrou pouco tempo depois. Tommy Hunt voou da Inglaterra (onde vive desde 1970) para se apresentar com o grupo duas vezes desde 2001.
O grupo se separou no final de 2005 devido à disputas financeiras. Spann, Jordan, Gilbert e Faison se reuniram para se apresentar juntamente com o antigo grupo de Spann, The Dynamic Superiors. Carey trouxe novos membros e saiu em turnê com Tommy Hunt em abril de 2007.
Terry Johnson é o proprietário da marca "Flamingos" nos EUA E lidera a atual encarnação do grupo. A formação atual é: Johnson, Starling Newsome, Stan Prinston e a diretora musical Theresa Trigg. Os Flamingos apresentando Terry Johnson apareceram em dois especial da PBS: Rock and Roll at Fifty (nos quais eles foram o único grupo a ter mais que duas apresentadas e Doo Wop Cavalcade: The Definitive Anthology. Em 2013, os Flamingos lançaram o CD "Diamond Anniversary Tour". Eles continuam a se apresentar pelos EUA.

## Ação penal contra a Pepsi
J. C. Carey, Jr., Terry Johnson, Tommy Hunt e descendentes de Nate Nelson e Paul Wilson processaram a PepsiCo por terem usado "I Only Have Eyes For You" em um comercial de TV em 1998, supostamente sem ter consultado o grupo. O grupo foi recompensado em $250.000.

## Singles
| Ano  | Título (Lado-A, Lado-B) Ambos lados do mesmo álbum exceto quando indicado                                                            | Posição | Posição | Álbum                                                        |
| Ano  | Título (Lado-A, Lado-B) Ambos lados do mesmo álbum exceto quando indicado                                                            | US      | US R&B  | Álbum                                                        |
| ---- | --- | ------- | ------- | ------------------------------------------------------------ |
| 1953 | "Someday, Someway" b/w "If I Can't Have You"                                                                                         | —       | —       | The Flamingos Meet The Moonglows (On The Dusty Road Of Hits) |
| 1953 | "That's My Desire" b/w "Hurry Home Baby" (Faixa não presente no álbum)                                                               | —       | —       | The Flamingos Meet The Moonglows (On The Dusty Road Of Hits) |
| 1953 | "Golden Teardrops" b/w "Carried Away"                                                                                                | —       | —       | The Flamingos Meet The Moonglows (On The Dusty Road Of Hits) |
| 1953 | "Plan For Love" b/w "You Ain't Ready"                                                                                                | —       | —       | Faixas não presentes no álbum                                |
| 1954 | "Cross Over The Bridge" b/w "Listen To My Plea" (Faixa não presente no álbum)                                                        | —       | —       | The Flamingos Meet The Moonglows (On The Dusty Road Of Hits) |
| 1954 | "Dream Of A Lifetime" b/w "On My Merry Way"                                                                                          | —       | —       | Flamingos                                                    |
| 1954 | "Jump Children" b/w "Blues In A Letter"                                                                                              | —       | —       | Faixas não presentes no álbum                                |
| 1954 | "I Really Don't Want To Know" b/w "Get With It" (Faixa não presente no álbum)                                                        | —       | —       | Flamingos (relançamento em 1976)                             |
| 1955 | "I'm Yours" b/w "Ko Ko Mo" (de Flamingos)                                                                                            | —       | —       | Faixas não presentes no álbum                                |
| 1955 | "When" b/w "That's My Baby" (de Flamingos)                                                                                           | —       | —       | Faixas não presentes no álbum                                |
| 1955 | "I Want To Love You" b/w "Please Come Back Home"                                                                                     | —       | —       | Faixas não presentes no álbum                                |
| 1956 | "A Kiss From Your Lips" b/w "Get With It" (Faixa não presente no álbum)                                                              | —       | 12      | "Rock Rock Rock" trilha-sonora                               |
| 1956 | "I'll Be Home" b/w "Need Your Love" (Faixa não presente no álbum)                                                                    | —       | 5       | "Rock Rock Rock" trilha-sonora                               |
| 1956 | "The Vow" b/w "Shilly Dilly" (de Flamingos)                                                                                          | —       | —       | "Rock Rock Rock" trilha-sonora                               |
| 1956 | "Would I Be Crying" b/w "Just For A Kick" (Faixa não presente no álbum)                                                              | —       | —       | "Rock Rock Rock" trilha-sonora                               |
| 1957 | "The Ladder Of Love" b/w "Let's Make Up"                                                                                             | —       | —       | Faixas não presentes no álbum                                |
| 1957 | "Helpless" b/w "My Faith In You" | —       | —       | Faixas não presentes no álbum                                |
| 1958 | "Where Mary Go" b/w "The Rock and Roll March"                                                                                        | —       | —       | Faixas não presentes no álbum                                |
| 1959 | "Dream Of A Lifetime" b/w "Whispering Stars"                                                                                         | —       | —       | Flamingos                                                    |
| 1959 | "(They're Writing Songs Of Love) But Not For Me" b/w "I Shed A Tear At Your Wedding" (Faixa não presente no álbum)                   | —       | —       | Flamingo Serenade                                            |
| 1959 | "Ever Since I Met Lucy" b/w "Kiss-A-Me"                                                                                              | —       | —       | Faixas não presentes no álbum                                |
| 1959 | "I Only Have Eyes For You" Lado-B original: "Goodnight Sweetheart" Posteriormente Lado-B: "Love Walked In"                           | 11      | 3       | Flamingo Serenade                                            |
| 1959 | "Love Walked In" Lado-B original: "At The Prom" (Faixa não presente no álbum) Posteriormente Lado-B: "Yours"                         | 88      | —       | Flamingo Serenade                                            |
| 1959 | "Lovers Never Say Goodbye" b/w "That Love Is You"                                                                                    | 52      | 25      | Faixas não presentes no álbum                                |
| 1960 | "I Was Such A Fool (To Fall In Love With You)" b/w "Heavenly Angel" (de Flamingo Favorites)                                          | 71      | —       | Requestfully Yours                                           |
| 1960 | "Mio Amore" Lado-B original: "You, Me and The Sea" (de Requestfully Yours) Posteriormente Lado-B: "At Night" (de Requestfully Yours) | 74      | 27      | Flamingo Favorites                                           |
| 1960 | "Nobody Loves Me Like You" Lado-B original: "You, Me and The Sea" Posteriormente Lado-B: "Besame Mucho" (de Flamingo Favorites)      | 30      | 23      | Requestfully Yours                                           |
| 1960 | "Besame Mucho" b/w "You, Me and The Sea" (de Requestfully Yours)                                                                     | —       | —       | Flamingo Favorites                                           |
| 1960 | "Beside You" b/w "When I Fall In Love"                                                                                               | —       | —       | Requestfully Yours                                           |
| 1960 | "Your Other Love" b/w "Lovers Gotta Cry"                                                                                             | 54      | —       | Faixas não presentes no álbum                                |
| 1961 | "Kokomo" b/w "That's Why I Love You" (de Flamingo Favorites)                                                                         | 92      | —       | Faixas não presentes no álbum                                |
| 1961 | "Time Was" b/w "Dream Girl" (de Flamingo Favorites)                                                                                  | 45      | —       | Flamingo Serenade                                            |
| 1961 | "Golden Teardrops" b/w "Carried Away" Relançamento da Vee-Jay                                                                        | —       | —       | The Flamingos Meet The Moonglows (On The Dusty Road Of Hits) |
| 1961 | "My Memories Of You" b/w "I Want To Love You"                                                                                        | —       | —       | Faixas não presentes no álbum                                |
| 1962 | "It Must Be Love" b/w "I'm No Fool Anymore"                                                                                          | —       | —       | Faixas não presentes no álbum                                |
| 1962 | "Near You" b/w "For All We Know" | —       | —       | Faixas não presentes no álbum                                |
| 1963 | "I Know Better" b/w "Flame Of Love"                                                                                                  | —       | —       | The Sound Of The Flamingos                                   |
| 1963 | "(Talk About) True Love" b/w "Come On To My Party"                                                                                   | —       | —       | Faixas não presentes no álbum                                |
| 1963 | "Ol' Man River"—Part I b/w Part II                                                                                                   | —       | —       | The Sound Of The Flamingos                                   |
| 1964 | "Lover, Come Back To Me" b/w "Your Little Guy"                                                                                       | —       | —       | Faixas não presentes no álbum                                |
| 1964 | "Goodnight Sweetheart" b/w "Does It Really Matter" (Faixa não presente no álbum)                                                     | —       | —       | Flamingo Serenade                                            |
| 1965 | "Call Her On The Phone" b/w "Temptation"                                                                                             | —       | —       | Faixas não presentes no álbum                                |
| 1966 | "The Boogaloo Party"A b/w "The Nearness Of You"                                                                                      | 93      | 22      | Their Hits Then and Now                                      |
| 1966 | "Brooklyn Boogaloo" b/w "Since My Baby Put Me Down"                                                                                  | —       | —       | Their Hits Then and Now                                      |
| 1966 | "She Shook My World" b/w "Itty Bitty Baby"                                                                                           | —       | —       | Faixas não presentes no álbum                                |
| 1967 | "Koo Koo" b/w "It Keeps The Doctor Away"                                                                                             | —       | —       | Faixas não presentes no álbum                                |
| 1967 | "Oh Mary Don't Your Worry" b/w "Do It, To It"                                                                                        | —       | —       | Faixas não presentes no álbum                                |
| 1969 | "Dealin' (Groovin' With A Feelin')" b/w "Dealin' All The Way"                                                                        | —       | 48      | Color Them Beautiful                                         |
| 1970 | "Buffalo Soldier" (Short version) b/w "Buffalo Soldier" (Long version)                                                               | 86      | 28      | Faixas não presentes no álbum                                |
| 1971 | "Welcome Home" b/w "Gotta Have All Your Lovin'"                                                                                      | —       | —       | Color Them Beautiful                                         |
| 1974 | "Think About Me" Part 1 b/w Part 2                                                                                                   | —       | —       | Faixas não presentes no álbum                                |
| 1975 | "Someone To Watch Over Me" b/w "Heavy Hips"                                                                                          | —       | —       | Faixas não presentes no álbum                                |
| 1976 | "Love Keeps The Doctor Away" (Long version) b/w Versão curta do Lado-A                                                               | —       | —       | Faixas não presentes no álbum                                |

- A"The Boogaloo Party" também alcançou o número 26 na parada UK Singles Chart e número 94 na parada Canadian RPM Top Tracks.